# 례성강철교
례성강철교(禮成江鐵橋)는 연백군(현 배천군)의 성호역과 개풍군의 례성강역 사이에 있던 례성강의 철교이다. 또한 인도교와 도로교도 가설되었다. 과거 토해선이 지나갔으나, 한국 전쟁때 철교가 파괴되어 현재 철도가 다니지 않는다.

## 제원
- 길이 :  623.4m
- 너비 : 11.6m 
  - 철도 : 5.2m
  - 우마차 및 인도 : 3.2m로 되어 있었다.[2]

## 특징
역사적인 예성강의 교통 중심지였던 벽란도보다 북쪽으로 부설되었다. 한국의 해방당시에는 대한민국에 위치하였다. 채병덕은 한국전쟁 발발 당시 철수할 때 이 다리를 폭파하지 않아 조선인민군이 서울까지 진격하게 되었다고 보고 한강철교, 한강대교를 폭파하였다고 한다. 대한민국 국군과 유엔군의 북진때까지 남아있었으나, 조선민주주의인민공화국이 다시 점령한 이후 파괴되고 복구되지 못하여 토해선은 배천선으로 단축되게 되었다.